# Kateryna Serdyuk
Kateryna Serdyuk (Carcóvia, 22 de janeiro de 1983) é uma arqueira ucraniana, medalhista olímpica.

## Carreira
Kateryna Serdyuk representou seu país nos Jogos Olímpicos em 2000, ganhando a medalha de prata por equipes em 2000. 